# Vučinići (Vrbovsko)
Vučinići su naselje u Hrvatskoj u sastavu Grada Vrbovskog. Nalaze se u Primorsko-goranskoj županiji.

## Zemljopis
Zapadno su Žakule, sjeverozapadno su Moravice, Dokmanovići i Jakšići, sjeveroistočno su Međedi, jugozapadno su Mlinari, Radoševići i Tići. 

## Stanovništvo
| broj stanovnika | 279   | 310   | 333   | 303   | 285   | 313   | 316   | 296   | 168   | 135   | 155   | 109   | 87    | 80    | 77    | 64    | 58    |
|                 | 1857. | 1869. | 1880. | 1890. | 1900. | 1910. | 1921. | 1931. | 1948. | 1953. | 1961. | 1971. | 1981. | 1991. | 2001. | 2011. | 2021. |